# 奥列格·帕希宁
奥列格·阿列克谢耶维奇·帕希宁（俄语：Олег Алексеевич Пашинин，1974年9月12日—），乌兹别克斯坦足球教练，退役前司職后卫。2022年3月6日，帕希宁被任命为莫斯科火車頭足球俱樂部代理主教練。